# Воллі О'Коннор
Воллі О'Коннор (англ. Wally O'Connor, 25 серпня 1903 — 11 жовтня 1950) — американський плавець і ватерполіст.
Олімпійський чемпіон 1924 року, бронзовий медаліст 1932 року.